# Üçdeğirmenler, Palu
Üçdeğirmenler là một xã thuộc huyện Palu, tỉnh Elâzığ, Thổ Nhĩ Kỳ. Dân số thời điểm năm 2011 là 601 người.